# Uovo in memoria di Alessandro III
L'Uovo in memoria di Alessandro III è un Uovo Fabergé, una delle uova di Pasqua gioiello che l'ultimo Zar di Russia, Nicola II donò a sua madre, l'imperatrice vedova Marija Fëdorovna.
Fu fabbricato nel 1909 a San Pietroburgo sotto la supervisione del gioielliere russo Peter Carl Fabergé della Fabergè.
L'uovo commemora Alessandro III di Russia, che era morto quindici anni prima; altre tre uova ricordavano Alessandro: l'Uovo con ritratti di Alessandro III, l'Uovo di Alessandro III a cavallo e l'Uovo di nefrite. 
L'uovo commemorativo di Alessandro III è una delle otto Uova Imperiali Fabergé andate perdute e di queste è l'unico, insieme all'Uovo reale danese del 1903, del quale esiste una fotografia in bianco e nero.
Questo uovo non è più apparso in pubblico sin da prima della Rivoluzione d'ottobre del 1917.

## Descrizione
L'uovo è alto circa 9,5 centimetri, è fatto di platino, oro, smalto e diamanti.
Il guscio di platino è completamente ricoperto di smalto opaco, bianco a righe d'oro.
Strisce di diamanti orizzontali e verticali lo dividono in sezioni e attorno alla metà, disegnano delle losanghe che racchiudono ciascuna un cestino di fiori e nastri, sempre di diamanti.
Alle due estremità, senza dubbio, il monogramma dell'imperatrice vedova e la data ricoperti da diamanti tagliati a forma di lastra sottile.

### Sorpresa
La sorpresa è un busto in oro in miniatura di Alessandro, su un piedistallo di lapislazzuli e diamanti taglio rosetta.